# Харцызский троллейбус
Харцызский троллейбус (укр. Харцизький тролейбус) был открыт 4 февраля 1982 года. По состоянию на 2022 год имелось 3 маршрута, которые обслуживают 7 машин (из 13 имеющиеся), и протяжённость сети составляет 22,0 км.
В начале июня 2025 года движение остановлено на неопределённый срок, контактная сеть частично демонтирована.

## История
Троллейбусное движение в Харцызске было открыто 4 февраля 1982 года десятью троллейбусами ЗИУ-9 по маршруту № 1 «Вокзал — Промрайон» по улицам Шалимова, Червонопрапорной, Полупанова, Чумака, Филатова.
6 июня 1983 года открыты маршрут № 2 «Микрорайон „Юбилейный“ — Промрайон» и маршрут № 3 «Микрорайон „Юбилейный“ — Вокзал».
12 сентября 1983 года открыт кольцевой маршрут № 4 «Вокзал — Горбольница», в связи с чем были достроены линии по ул. Червонопрапорной и Гайдара, а также ветка от микрорайона «Юбилейный» до троллейбусного депо.
20 апреля 1986 года был закрыт маршрут № 3, а 1 октября 1986 года открыта новая односторонняя линия по улицам Вокзальной, Полупанова и Октябрьской, пущен кольцевой маршрут № 3 «Вокзал — Промрайон (кольцевой)» (закрыт во второй половине 1990-х годах).
В конце 1980-х годов также планировалось создать ветку до шахты «Коммунист». Троллейбусы должны были проходить по таким улицам, как: Вознесенского, Адамца, Даргомыжского, Советской. Однако, проект был заморожен.
27 августа 2014 года движение троллейбусов было приостановлено из-за боевых действий. Троллейбусы вновь вышли на линию 7 сентября.

## Современное состояние
Машины на маршруте работают с 5:00 до 19:00. При этом до 14:00 восемь машин, после 14:00 три машины по маршруту №1 и одна машина по маршруту №4. С 18:00 до 01:00 по маршруту №1 работает дежурный троллейбус.
Маршруты на 20 мая 2019 года
- 1 Вокзал — ул. Чумака — Промрайон (интервал 8-12 минут)
- 2 Депо — Промрайон (работает с 5:58 и до 8:00, далее по 1 маршруту)
- 4 Вокзал — ул. Чумака — Горбольница — ул. Гайдара — Вокзал (кольцевой против часовой стрелки, интервал 40 минут)

## Подвижной состав
В настоящее время маршруты обслуживаются машинами типа:
- ЗИУ-9 (2 работающих машин из 43 всех поступивших) с 1981 года
- ЮМЗ Т2 (5 машин) с 1993 года